# Bloodsimple
Bloodsimple was een Amerikaanse metalband die in 2002 in New York werd opgericht door leden van de metalband Visions of Disorder. In 2008 hield de band op te bestaan, waarna de oud-VOD-leden Williams en Kennedy naar deze band terugkeerden.

## Discografie

### Studio-albums
- A Cruel World (2005)
- Red Harvest (2007)

### Singles
- Straight Hate (2005)
- Sell Me Out (2005)
- What If I Lost It (2006)
- Out To Get You (2007)
- Dark Helmet (2008)